# 西畴蹄盖蕨
西畴蹄盖蕨（学名：Athyrium xichouense）为蹄盖蕨科蹄盖蕨属下的一个种。

## 扩展阅读
- 維基物種上的相關：西畴蹄盖蕨